# Olympische Sommerspiele 1932/Teilnehmer (Dänemark)
| Gelbes Symbol für Goldmedaillen mit stilisierten Olympischen Ringen | Graues Symbol für Silbermedaillen mit stilisierten Olympischen Ringen | Braundes Symbol für Bronzemedaillen mit stilisierten Olympischen Ringen |
| ------------------------------------------------------------------- | --------------------------------------------------------------------- | ----------------------------------------------------------------------- |
| —                                                                   | 3                                                                     | 3                                                                       |

Dänemark nahm an den Olympischen Sommerspielen 1932 in Los Angeles mit einer Delegation von 43 Athleten (35 Männer und 8 Frauen) an 34 Wettkämpfen in neun Sportarten teil.
Die dänischen Sportler gewannen je drei Silber- und Bronzemedaillen. In den Kunstwettbewerben sicherten sich die dänischen Künstler zwei weitere Silbermedaillen, die aber nicht im offiziellen Medaillenspiegel berücksichtigt wurden, in dem Dänemark den 20. Platz belegte. Fahnenträger bei der Eröffnungsfeier war der Fechter Axel Bloch.

## Teilnehmer nach Sportarten

### Boxen
- Carl Jensen
Weltergewicht: 5. Platz

- Peter Jørgensen
Halbschwergewicht: Bronze

### Fechten
Männer
- Ivan Osiier
Florett: in der 2. Runde ausgeschieden
Säbel: 7. Platz
Florett Mannschaft: 4. Platz
Degen Mannschaft: 5. Platz
Säbel Mannschaft: 5. Platz

- Aage Leidersdorff
Degen: in der 2. Runde ausgeschieden
Säbel: in der 1. Runde ausgeschieden
Florett Mannschaft: 4. Platz
Degen Mannschaft: 5. Platz
Säbel Mannschaft: 5. Platz

- Erik Kofoed-Hansen
Florett: in der 1. Runde ausgeschieden
Degen: in der 1. Runde ausgeschieden
Florett Mannschaft: 4. Platz
Degen Mannschaft: 5. Platz
Säbel Mannschaft: 5. Platz

- Axel Bloch
Florett: in der 2. Runde ausgeschieden
Säbel: in der 1. Runde ausgeschieden
Florett Mannschaft: 4. Platz
Degen Mannschaft: 5. Platz
Säbel Mannschaft: 5. Platz

Frauen
- Inger Klint
Florett: in der 1. Runde ausgeschieden

- Grete Olsen
Florett: 8. Platz

- Gerda Munck
Florett: 7. Platz

### Gewichtheben
- Svend Olsen
Halbschwergewicht: Silber

### Kunstwettbewerbe
- Einar Utzon-Frank
- Niels Rohweder
- Erik Raadal
- Julius Paulsen
- Knud Merrild
- Hugo Liisberg
- Philip Kran-Petersen
- Anders Holm
- Gerhard Henning
- Harald Hansen
- Ernst Hansen
- Andreas Friis
- Sigurd Forchhammer
- Anne Marie Carl-Nielsen
- Marinus Børup
- Hakon Børresen
- Thyra Boldsen
- Josef Petersen
Literatur: Silber
- Jens Hovmøller Klemmensen
Städtebauliche Entwürfe: Silber

### Leichtathletik
Männer
- Christian Markersen
1500 m: Vorläufe

- Anders Hartington Andersen
Marathon: 10. Platz

### Radsport
- Gunnar Andersen
Straßenrennen: 18. Platz

- Willy Gervin
Bahn Sprint: 5. Platz
Bahn Tandem: Bronze

- Harald Christensen
Bahn 1000 m Zeitfahren: 7. Platz
Bahn Tandem: Bronze

- Frode Sørensen
Straßenrennen: 5. Platz
Straßenrennen Mannschaftswertung: Silber

- Leo Nielsen
Straßenrennen: 9. Platz
Straßenrennen Mannschaftswertung: Silber

- Henry Hansen
Straßenrennen: 12. Platz
Straßenrennen Mannschaftswertung: Silber

### Ringen
- Christian Schack
Federgewicht, griechisch-römisch: in der 1. Runde ausgeschieden
Federgewicht, Freistil: in der 2. Runde ausgeschieden

- Abraham Kurland
Leichtgewicht, griechisch-römisch: Silber

- Børge Jensen
Weltergewicht, griechisch-römisch: in der 3. Runde ausgeschieden
Weltergewicht, Freistil: in der 2. Runde ausgeschieden

### Schwimmen
Frauen
- Lilli Andersen
100 m Freistil: im Vorlauf ausgeschieden
400 m Freistil: im Halbfinale ausgeschieden

- Else Jacobsen
200 m Brust: Bronze

### Wasserspringen
Frauen
- Ingrid Larsen
3 m Kunstspringen: 8. Platz
10 m Turmspringen: 5. Platz